# Кутафін Семен Васильович
Семен Васильович Кутафін (15 листопада 1902, станиця Ладозька, Катеринодарський відділ, Кубанська область, тепер Усть-Лабінський район, Краснодарський край, Російська Федерація — 1987, місто Москва) — радянський діяч, залізничник, начальник Південної залізниці (1938–1944). Герой Соціалістичної Праці (5.11.1943).

## Життєпис
Народився в родині залізничника. Після закінчення церковно-парафіяльної школи і реального училища з 1917 року працював учнем телеграфіста, потім телеграфістом станції Піщанокопська. Три роки наймитував у станиці Ладозькій.
У 1920-і роки служив у Червоній армії в місті Тифлісі (Тбілісі).
У 1927 році закінчив Ростовські залізничні курси. З 1927 року працював заступником начальника станції Георгіївськ на Північному Кавказі.
У 1930 закінчив Владикавказькі курси диспетчерів, після чого працював диспетчером на станції Грозний (Чеченська автономна область) Північно-Кавказької залізниці. Розробив і запровадив так званий «кутафінський метод»: першим з радянських диспетчерів використав у практичній діяльності виробничий зв'язок з поїзними бригадами та черговими по станціях, які зустрічали поїзди із заздалегідь підготованими документами, що дозволило майже у два рази скоротити час руху збірних поїздів. У 1933 році цей метод став застосовуватися на всіх залізницях СРСР.
З квітня 1933 року — інспектор-інструктор з диспетчерської роботи Центрального експлуатаційного управління Наркомату шляхів сполучення СРСР у Москві. У 1935—1937 роках — старший ревізор-диспетчер при Народному комісаріаті шляхів сполучення СРСР.
Член ВКП(б).
У травні 1937 — серпні 1938 року — заступник начальника Орджонікідзевської залізниці (у містах Орджонікідзе та Ростові).
У серпні 1938 — березні 1944 року — начальник Південної залізниці.
З початком німецько-радянської війни керівництво Південної залізниці продовжувало роботу в місті Куп'янську Харківської області. У 1942 році Кутафін був направлений в Сибір уповноваженим Народного комісаріату шляхів сполучення СРСР по стику на станцію Чулимську. Пізніше, влітку 1943 року очолював оперативну групу залізничників Московсько-Курської, Південної та Московсько-Київської залізниць, забезпечуючи їх безперебійну роботу в період битви на Курській дузі.
Коли радянські війська у 1943 році зайняли Харків, Кутафін разом з інженерами залізничних військ організував відновлення зруйнованих комунікацій, вже через тиждень відкривши наскрізний рух через Харківський залізничний вузол, що вважався одним із найскладніших в СРСР унаслідок великої кількості мостів, шляхопроводів та переходів. Указом Президії Верховної Ради СРСР від 5 листопада 1943 року за «особливі заслуги в забезпеченні перевезень для фронту і народного господарства, за видатні досягнення у відновленні залізничного транспорту у важких умовах воєнного часу» Семен Васильович Кутафін був удостоєний звання Героя Соціалістичної Праці з врученням ордена Леніна і медалі «Серп і Молот».
У березні 1944—1946 роках — начальник Московсько-Курської залізниці.
У 1946—1949 роках — в апараті Міністерства шляхів сполучення СРСР, був куратором служби руху по залізницях Середньої Азії.
У 1949—1951 роках — головний ревізор-диспетчер Донецького округу залізниць.
З 1951 року — начальник відділу залізничних доріг Південного Заходу.
З 1962 року — на пенсії у Москві.
Помер у лютому 1987 року, похований на Ніколо-Архангельському цвинтарі Москви.

## Звання
- генерал-директор руху II рангу (1.03.1944)

## Нагороди
- Герой Соціалістичної Праці (5.11.1943)
- два ордени Леніна (17.07.1934, 5.11.1943)
- орден Трудового Червоного Прапора (23.11.1939)
- орден Вітчизняної війни І ст. (11.03.1985)
- орден Вітчизняної війни II ст. (24.02.1945)
- медаль «За оборону Москви»
- медаль «За оборону Сталінграда»
- медалі
- знак «Почесний залізничник» № 1 (1933)